# Raimonds Vējonis

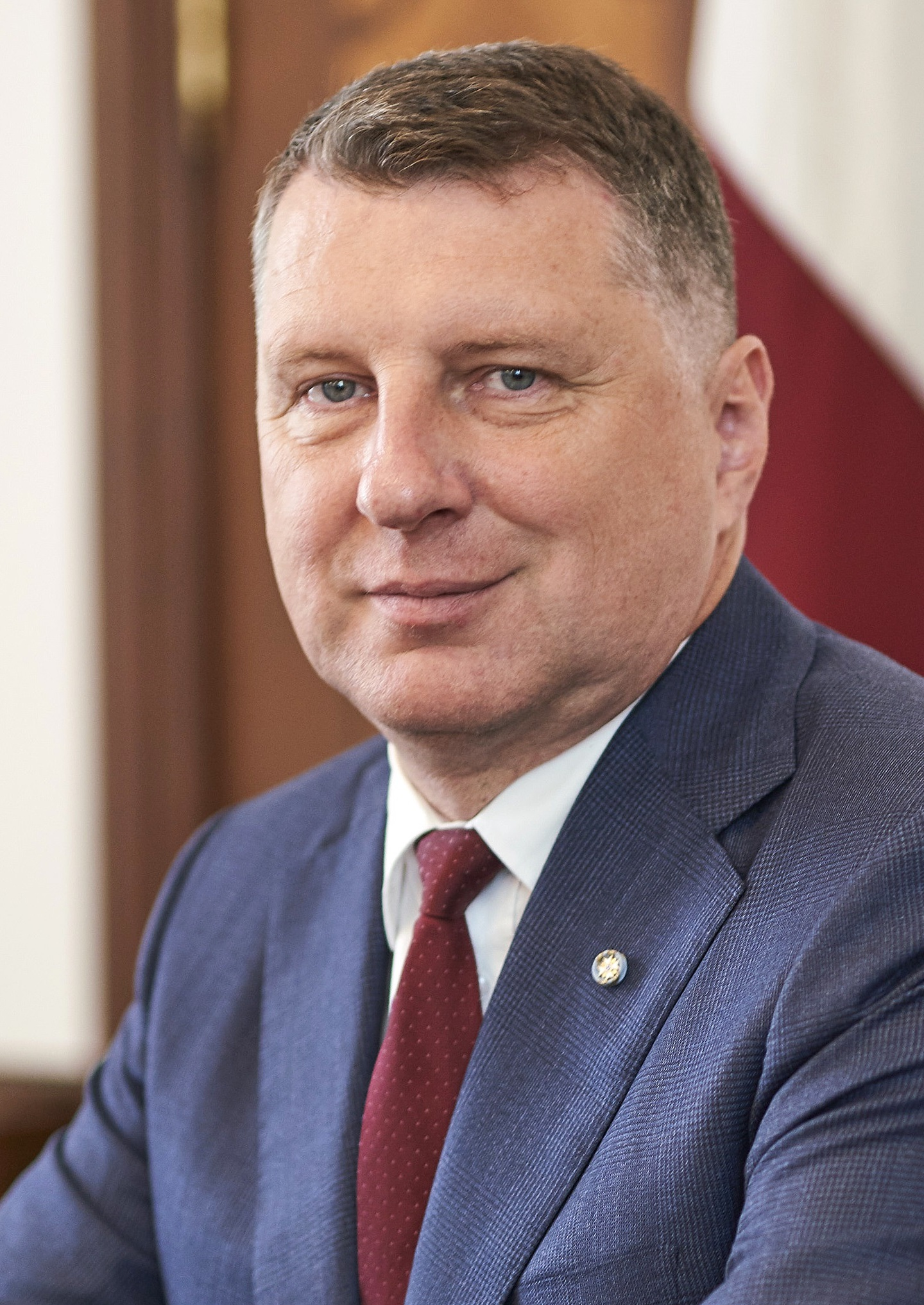
Raimonds Vējonis (2019)

Raimonds Vējonis (* 15. Juni 1966 in der Oblast Pskow, Russische SFSR, Sowjetunion) ist ein lettischer Politiker und war von Juli 2015 bis Juli 2019 Präsident Lettlands. Zuvor war er Vorsitzender der Grünen Partei und hatte von 2002 bis 2015 verschiedene Ministerämter inne.

## Leben
Raimonds Vējonis wurde am 15. Juni 1966 in der russischen Oblast Pskow als Sohn eines lettischen Vaters und einer russischen Mutter geboren, als sein Vater dort als Soldat der Sowjetarmee stationiert war. Er wuchs in dem Ort Sarkaņi im Bezirk Madona auf und besuchte die Schule in der nahe gelegenen Stadt Madona. Im Jahr 1989 erlangte er einen Hochschulabschluss der Fakultät für Biologie der Lettischen Staatlichen Pēteris-Stučka-Universität in Riga, im Jahr 1995 den Master-Grad an derselben Fakultät der nunmehr in Universität Lettland zurückbenannten Hochschule. Während seines Studiums arbeitete er von 1987 bis 1989 als Biologie-Lehrer in Madona.

### Öffentliche Aufgaben
In den 1990er Jahren begann er sich politisch und ökologisch zu engagieren und war als Politiker zunächst im Umweltbereich auf lokaler Ebene aktiv. Von 2002 bis 2011 war er Umweltminister Lettlands. Im Januar 2014 wurde er Verteidigungsminister des Landes im Kabinett Straujuma I unter Laimdota Straujuma, seit November 2014 war er Verteidigungsminister im Kabinett Straujuma II.
Am 3. Juni 2015 wurde Vējonis vom Parlament im fünften Wahlgang zum neuen Präsidenten gewählt. Er trat das Amt am 8. Juli an. Da seine Partei nach der Parlamentswahl 2018 in die Opposition gehen musste, war absehbar, dass er keine Mehrheit für eine Wiederwahl finden würde. Daher verzichtete Vējonis am Ende seiner vierjährigen Amtszeit darauf erneut anzutreten und übergab das Amt am 8. Juli 2019 an seinen Nachfolger Egils Levits.
Am 20. Januar 2020 wurde er zum Präsidenten des Lettischen  Basketballverbandes gewählt.

### Privates
Vējonis ist verheiratet und Vater zweier Söhne.
Am 20. Januar 2016 musste er sich einer Herz-Operation unterziehen.